# Lunga Marcia 2D
Il Lunga Marcia 2D (in cinese: 長征二号丁S, Chángzhēng èrhào dīngP) è un lanciatore spaziale cinese. È un vettore a due stadi usato prevalentemente per lanci in orbita bassa e orbita eliosincrona. Il primo lancio è stato effettuato il 9 agosto 1992.